# Brian Michael Smith

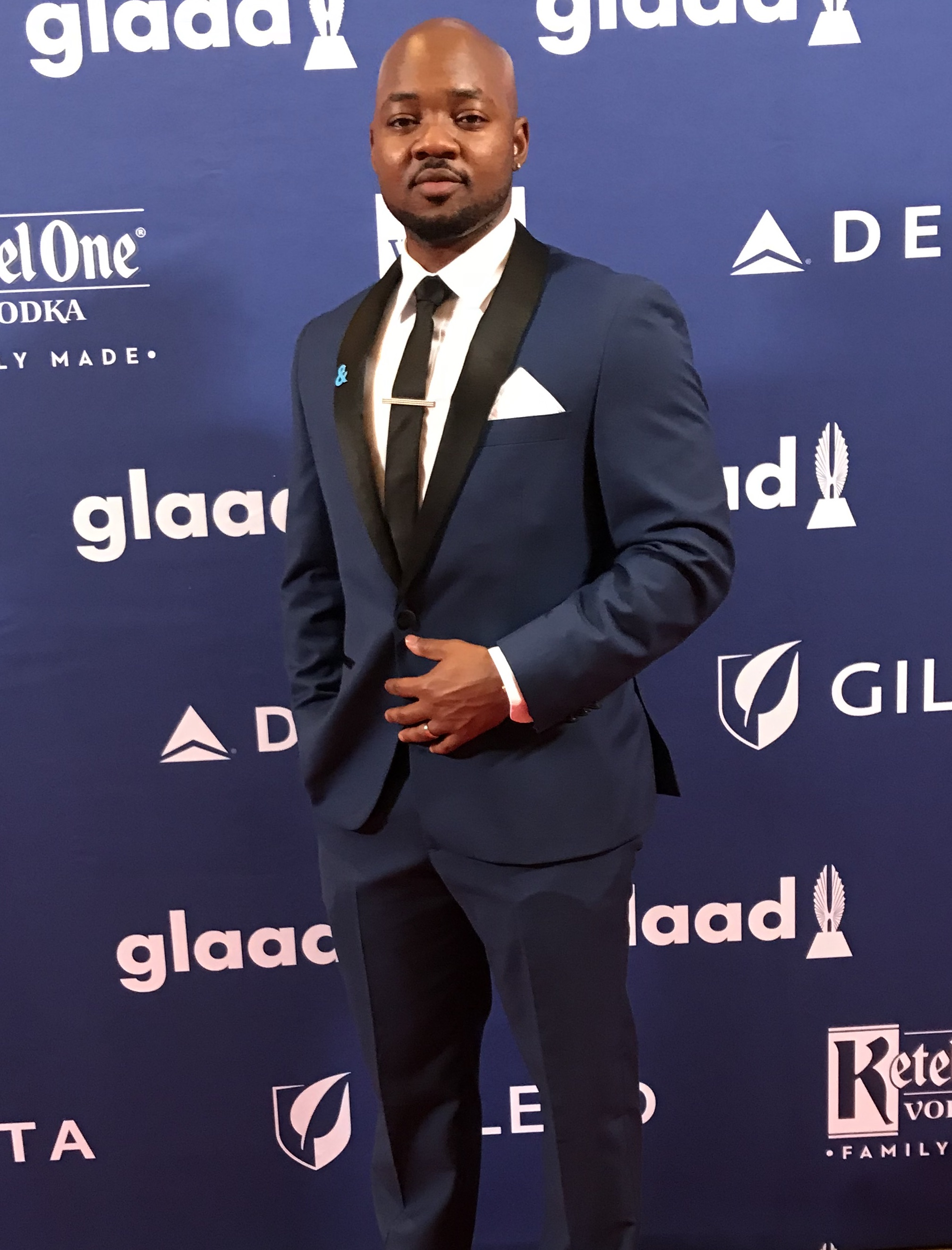
Brian Michael Smith bei den GLAAD Media Awards 2018

Brian Michael Smith (geboren 29. Januar 1983 in Ann Arbor) ist ein US-amerikanischer Schauspieler und Aktivist, der durch die wiederkehrenden Nebenrollen Toine Wilkins und Pierce Williams in den Fernsehserien Queen Sugar und The L Word: Generation Q sowie seiner Hauptrolle als Feuerwehrmann Paul Strickland in 9-1-1: Lone Star bekannt wurde.

## Leben
Brian Michael Smith wurde in Ann Arbor im US-Bundesstaat Michigan geboren, wo er mit seiner Mutter, einer Event-Managerin und Ford-Angestellten, auch aufwuchs. Smith wurde zusammen mit den Kindern seiner drei Tanten großgezogen, die nach seinen Angaben eine enge Beziehung zu seiner Mutter pflegten. Smith ist ein trans Mann und präsentierte sich bereits in seiner Kindheit als Junge, wenn er auch aufgrund seines biologischen Geschlechts als Tomboy betrachtet wurde. Auf der örtlichen Pioneer High School spielte Smith im Winter American Football in der Jungen-Mannschaft, während er im Frühling als Mitglied des Leichtathletik-Mädchen-Teams Kugelstoßen und Stabhochsprung ausübte. Am 17. September 1999 erzielte er bei einem Spiel in Traverse City als erster Spieler mit weiblichem Geburtsgeschlecht einen Touchdown für eine Schul-Footballmannschaft im Staat Michigan. In seiner Jugend unterzog sich Smith auch einer geschlechtsangleichenden Maßnahme.
Nach seinem High-School-Abschluss studierte Smith an der Kent State University Schauspiel und Video-Produktion, das Studium schloss er im Jahr 2005 mit einem Bachelor in Film- und Rundfunkprogramm-Gestaltung sowie Theaterwissenschaften als Nebenfach ab.

## Karriere
Nach seinem Studium und Tätigkeit als Dozent an der University of Michigan zog Smith im Jahr 2008 nach New York City, um selbst Schauspieler zu werden. Während seiner 2011 begonnenen Ausbildung durch Terry Knickerbocker am William Esper Studio, einer Schule für darstellende Kunst in Manhattan, erhielt Smith ab 2012 bereits kleinere Rollen in Filmen und Fernsehserien wie Gossip Girl und Blue Bloods – Crime Scene New York, zudem war er neben Eli Manning in einem Werbespot für Toyota zu sehen.
Seine erste Sprechrolle erhielt Smith im Jahr 2015 als Polizist in der HBO-Produktion Girls, der die Hauptfigur Jessa Johansson (Jemima Kirke) in Gewahrsam nimmt. Laut eigener Aussage spiele Smith den Rollentyp aufgrund seiner Vorliebe für Produktionen wie Law & Order und Lethal Weapon – Zwei stahlharte Profis äußerst gern, er hätte bereits vorher in gut 20 Fernseh- und Theaterprojekten wie Hostages oder Unforgettable als Statist im Hintergrund Polizeibeamte verkörpert, durch diese Erfahrung hätte er auch im selben Jahr seine erste größere Filmrolle in Tracers als Wachmann erhalten.
Nach weiteren Nebenrollen als Polizist in verschiedenen Fernsehserien sowie einer Tätigkeit in Off-Broadway- und anderen regionalen Theaterstücken wie Duck Hunter Shoots Angel von Mitch Albom und A Real Boy von Stephen Kaplan wurde Smith im Jahr 2017 in der wiederkehrenden Rolle Officer Antoine Wilkins in der Oprah Winfrey Network-Produktion Queen Sugar besetzt. Antoine, genannt Toine, ist wie Smith trans und hilft seinem Schulfreund, der Hauptfigur Ralph Angel Bordelon (Kofi Siriboe), feminine Eigenschaften seines Sohns Blue (Ethan Hutchinson), mit der er Schwierigkeiten hat, zu akzeptieren. Toine Wilkins war Smiths erste Rolle, mit der er die geschlechtliche Identität teilte, da er vorher nur cisgender Personen verkörpert hatte. Laut Smith reflektiere die Freundschaft zwischen Toine und Ralph Angel Erfahrungen, die er mit langjährigen Freunden gemacht und noch nie im Fernsehen gesehen hatte. Vor den Dreharbeiten sei er aufgeregt gewesen, dies mit Personen zu teilen, denen ihre Bekanntschaft mit trans Personen nicht bewusst sei. Unter anderem für die Besetzung der Figur mit einem trans Darsteller erhielt die Serienschöpferin Ava DuVernay im Juli 2018 einen GLAAD Media Award.
Im Jahr 2019 wurde Smith in einer weiteren wiederkehrenden Nebenrolle besetzt: In The L Word: Generation Q, der Nachfolgeserie von The L Word – Wenn Frauen Frauen lieben, verkörpert er Pierce Williams, den trans Wahlkampf-Manager der Hauptfigur Bette Porter (Jennifer Beals), die für das Bürgermeisteramt von Los Angeles kandidiert. Ab 2020 spielte er in 9-1-1: Lone Star die Hauptfigur Paul Strickland, einen in Austin tätigen Feuerwehrmann. Smith ist dabei der erste afroamerikanische trans Mann, der eine Hauptrolle in einer US-amerikanischen Fernsehserie verkörpert.
2021 war Smith der erste trans Mann, der in einer Fernsehdarsteller-Unterkategorie innerhalb der Sexiest Man Alive-Liste von People aufgeführt wurde. Im Jahr darauf wurde er in einer anderen Fernseh-Sparte derselben Liste erneut aufgenommen.

## Aktivismus

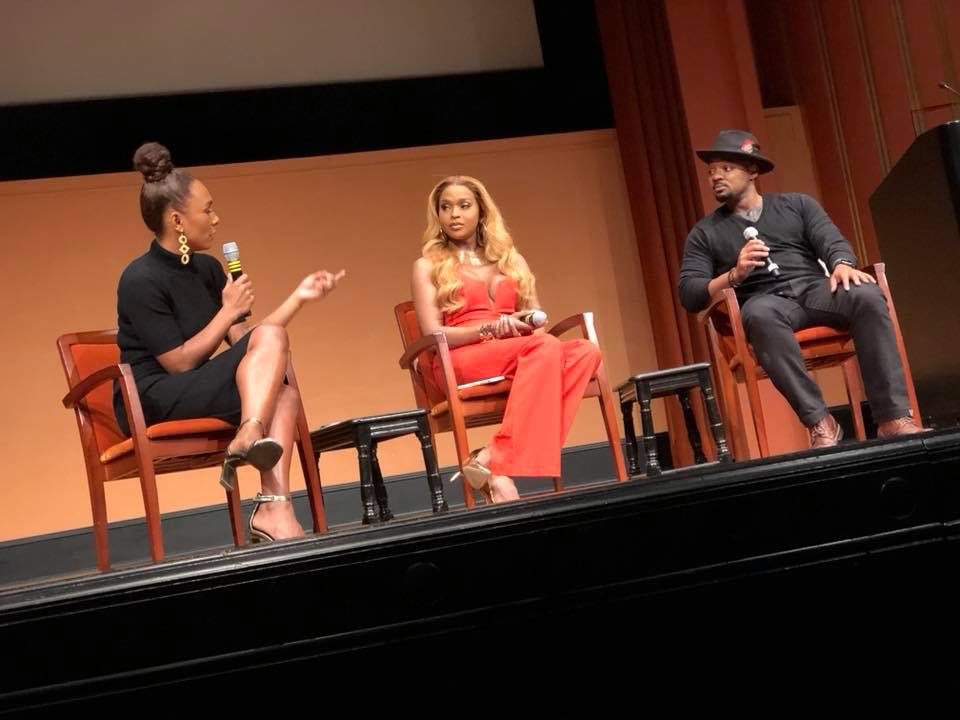
Brian Michael Smith bei einer Diskussion mit Janet Mock und Amiyah Scott an der University of Michigan 2018

Nach dem Studium kehrte Smith in seinen Heimat-Bundesstaat Michigan zurück und unterrichtete Nachwuchs-Filmemacher sowie -Schauspieler im Gear Up Program in den Fächern Schauspiel und Medienkompetenz an der University of Michigan. In New York setzte er seine Tätigkeit als Mentor in diesem Bereich fort, unter anderem bei der Kunst-Organisation Wingspan Arts, für das Non-Profit-Kino Maysles Documentary Center, in dem Kurse für angehende Dokumentarfilmer veranstaltet werden, sowie im Tribeca Teaches Program des Tribeca Film Institute. Zudem erklärte er in einem Interview mit NBC News, auch Jugendliche im LGBT-Zentrum von Manhattan in den Schwerpunkten betreut zu haben.
Im Februar 2018 war Smith Gast und Redner bei der Veranstaltung 4th Annual Trotter House Lecture Series, My Life, My Story! Centering the Lives of Trans Voices über den Alltag von trans Personen. Dort führte er auch eine Podiums-Diskussion mit der Produzentin und Journalistin Janet Mock sowie der Schauspielerin Amiyah Scott. Im Mai desselben Jahres war Smith Hauptredner bei einer Feier zum zehnjährigen Jubiläum des LGBT-Filmfestivals Reel Out Charlotte in der gleichnamigen Stadt in North Carolina. Schließlich redete er im Juni auf der New York Pride beim von der Gay and Lesbian Alliance Against Defamation (kurz GLAAD) veranstalteten Game Changers Panel erneut mit Amiyah Scott sowie Jamie Clayton über Veränderungen in der US-amerikanischen Fernsehlandschaft, durch denen es zur Steigerung der Repräsentierung von trans Personen in Serien kommt.
Am 7. August 2018 war Smith neben Laverne Cox, Trace Lysette, Jen Richards, Alexandra Billings und Chaz Bono Teil der ersten von Variety initiierten Gesprächsrunde mit trans Darstellern, die sich über ihre Erfahrungen mit ihrer geschlechtlichen Identität in Hollywood unterhielten. Das einstündige Video-Interview erschien zeitgleich mit einer Printausgabe, in der es im Leitartikel über die Repräsentierung und Diskriminierung von trans Personen im Filmgeschäft ging. Während der Diskussion behauptete Smith, dass ihm und den anderen Gesprächsteilnehmern wegen ihrer Sichtbarkeit nicht die Möglichkeit genommen werden sollte, sich ihre künstlerischen Projekte aussuchen zu können.
Im Juni 2020, zum 50. Jubiläum der ersten Pride Parade der Vereinigten Staaten, wurde Smith von der sich an LGBT-Leser richtenden Online-Publikation Queerty zu einer der 50 Personen ernannt, die die USA in Richtung Gleichheit, Akzeptanz und Würde für alle lenkten.
2021 gehörte Smith zu acht neuen Mitgliedern im Board of Directors der Human Rights Campaign.

## Filmografie (Auswahl)
- 2012: Gossip Girl (Fernsehserie, Episode 6x6)
- 2014–2018: Blue Bloods – Crime Scene New York (Fernsehserie, vier Folgen)
- 2014: Top Five
- 2014: Ruhet in Frieden – A Walk Among the Tombstones
- 2014: Law & Order: Special Victims Unit (Fernsehserie, Episode 16x10)
- 2015: Girls (Fernsehserie, Episode 4x3)
- 2015–2016: Copernicus and Shaw (Webserie, 13 Folgen, auch Idee, Drehbuch, Regie und Produktion)
- 2016: Person of Interest (Fernsehserie, Episode 5x8)
- 2017–2022: Queen Sugar (Fernsehserie, vier Folgen)
- 2017: The Detour (Fernsehserie, Episode 2x1)
- 2017: Compliance: Whydoucomply (Kurzfilm, auch Regie und Drehbuch)
- 2017: Petty Therapy (Kurzfilm, auch Regie)
- 2017: Chicago P.D. (Fernsehserie, Episode 5x4)
- 2017: Red Oaks (Fernsehserie, Episode 3x1)
- 2018: Seven Seconds (Fernsehserie, Episode 1x1)
- 2018: Homeland (Fernsehserie, Episode 7x4)
- 2019–2020: The L Word: Generation Q (Fernsehserie, vier Episoden)
- 2020–2025: 9-1-1: Lone Star (Fernsehserie, 72 Episoden)
- 2020: Disclosure: Hollywoods Bild von Transgender (Dokumentarfilm, Interviewpartner)
- 2021: After (Fernsehserie, sieben Episoden)
- 2024: I Wish You All The Best